# Пакри (острови)
Островите Пакри (на естонски: Pakri saared, на шведски: Rågöarna) е името на група от два естонски острова в акваторията на Финския залив. Това са Суур Пакри и Вяйке Пакри (на шведски: Stora Rågö и Lilla Rågö) – Голям Пакри и Малък Пакри. В административно отношение те принадлежат към град Палдиски. В продължение на векове островите са обитавани от естонски шведи. По време на Втората световна война цялото население е принудено да напусне.

## Етимология
Шведското име на островите Rågöarna означава Ръжени острови – исторически ръжта е основната култура, отглеждана на островите. Stora Rågö и Lilla Rågö на шведски език означават съответно Голям ръжен остров и Малък ръжен остров. Алтернативни имена на двата острови са Västra Rågö/Västerö и Östra Rågö/Österö (Западен остров и Източен остров).
От гледна точка на площ, Вяйке Пакри (Малък Пакри) всъщност е малко по-голям, отколкото Суур Пакри (Голям Пакри). Причината за това противоречие е вероятно, че Малък Пакри е имал повече жители и по-добри земеделски земи и се е смятал за по-важен.

## География
Островите се намират на няколко километра от естонското крайбрежие. Вяйке Пакри е разположен на 3 km западно от град Палдиски, отделен от него чрез водите на Палдиския залив (или залив Пакри), който е дълбок повече от 20 m. Плиткият пролив Курске, с широчина 3 km, отделя островите от континента на юг.
Площта на Вяйке Пакри, източният остров, е 12,9 km2. Суур Пакри заема 11,6 km2 (това са 8-ия и 9-ия по големина естонски острови). Вяйке Пакри също е и по-висок (съответно 17 и 8 m). Двата острова се простират на около 6 km дължина (в посока югоизток-северозапад) и 2 – 2,5 km ширина.
Няколко малки скални островчета са разположени в широкия 1 – 1,5 km и плитък (2 – 4 m дълбочина) проток между двата острова. През 1952 г., през някои от тези островчета, от Съветската армия е построен насип, свързващ двата острова.
Северният бряг и на двата острова завършва с варовикова скала, както и източния бряг на остров Вяйке Пакри. Част от Балтийския глинт, тя се издига на 4 m височина на Суур Пакри и до 13 m на Вяйке Пакри. И двата острова са част от по-голямо варовиково плато в Северна Естония.

### Селища
Преди Втората световна война, на двата острова е имало 5 села – три на Суур Пакри и два на Вяйке Пакри.
Суур Пакри
- Сторбин (на естонски: Suurküla) (100 жители през 1935 г.)
- Страндбин или Асбин (на естонски: Rannaküla) (59)
- Бисагидбин (на естонски: Lepiku küla) (38)

Вяйке Пакри
- Сторбин (на естонски: Suurküla) (88)
- Лилбин (на естонски: Väikeküla) (72)

## История
Островите са обитавани още през 1345 г., когато пет шведски семейства закупуват западния остров от манастира Падизе. По данни от преброяването на населението в Естония през 1934 г., на островите живеят 354 жители – почти всички шведи, с изключение на 13 германци. На островите е имало 5 села, общо 119 домакинства, малък фолклорен музей (отворен през 1935 г. и затворен през 1940 г.), двата острова са имали свои църкви и училища. След подписването на пакта Молотов–Рибентроп и последващите действия на СССР (виж Съветски ултиматуми от 1939 г.), през 1940 г. всички жители са принудени да напуснат – островите са определени за военна база на Съветската армия. До 1944 г. повечето от шведските семейства заминават за Швеция, по време на германската окупация на Естония. След Втората световна война Вяйке Пакри е населен от няколко жители до 1965 г. По времето на СССР, до 1992 г. островите са използвани като полигон за въздушни бомбардировки на страните от Варшавския договор.
След това контролът над островите е върнат на Естония през 1994 г., чиято основна задача е да почисти местността от невзривени бомби. Унищожени са хиляди взривни устройства, а работата основно приключва до 1997 г.
В хода на поземлената реформа, последвала възстановяването на независимостта на Естония, част от земята е върната на предвоенните си собственици. Северната част на островите и южната част на Вяйке Пакри са включени в охраняемия ландшафтен парк Пакри, създаден през 1998 г. за защита на варовиковите скали, алвари и редки видове. През 2004 г. на острова се заселва първия постоянен жител от продължение на десетилетия, когато човек, който е бил роден там по време на Втората световна война, се завръща, за да възстанови фермата на родителите си. Към края на 2009 г. на островите има 6 постоянни жители.